# A férjem védelmében epizódjainak listája
A férjem védelmében egy televíziós jogi drámasorozat, amelyet Robert King és Michelle King készített, 2009. szeptember 22-én debütált. A sorozat Alicia Florrickról (Julianna Margulies) szól, akinek férjét (Chris Noth) börtönbe zárják, miután napvilágra kerülnek a szex és korrupcióval kapcsolatos ügyei. Alicia visszatér régi védőügyvédi munkájához, Will Gardner és Diane Lockhart (Josh Charles és Christine Baranski) oldalán, hogy újra felépítse hírnevét, valamint, hogy gondoskodjon két gyermekéről, Grace-ről és Zackről (Makenzie Vega és Graham Phillips).
A negyedik évadig minden epizódcím ugyanannyi szóból áll, ahányadik évadban vetítették őket, így például minden első évados rész egy szóból áll, minden második évados rész két szóból, és így tovább. Az ötödik évadtól kezdődően a szavak számai elkezdenek csökkenni; a készítők ötlete az volt - ha a nézettség is megengedi -, hogy a sorozat hét évadon keresztül fog menni, ami lehetővé teszi a címek hosszának szimmetriáját: 1–2–3–4–3–2–1. 2015. május 11-én a CBS berendelte a hetedik évadot. Az egyik reklámban, amelyet a Super Bowl 50 közben vetítettek le, jelentették be, hogy ez lesz a sorozat utolsó évada.
A hét évad alatt összesen 156 epizódot vetítettek le.

## Sorozat áttekintés
| Évad | Évad | Részek száma | Részek száma | Eredeti sugárzás     | Eredeti sugárzás  | Eredeti adó |
| Évad | Évad | Részek száma | Részek száma | Évadbemutató         | Évadzáró          | Eredeti adó |
| ---- | ---- | ------------ | ------------ | -------------------- | ----------------- | ----------- |
|      | 1.   | 23           | 23           | 2009. szeptember 22. | 2010. május 25.   | CBS         |
|      | 2.   | 23           | 23           | 2010. szeptember 28. | 2011. május 17.   | CBS         |
|      | 3.   | 22           | 22           | 2011. szeptember 25. | 2012. április 29. | CBS         |
|      | 4.   | 22           | 22           | 2012. szeptember 30. | 2013. április 28. | CBS         |
|      | 5.   | 22           | 22           | 2013. szeptember 29. | 2014. május 18.   | CBS         |
|      | 6.   | 22           | 22           | 2014. szeptember 21. | 2015. május 10.   | CBS         |
|      | 7.   | 22           | 22           | 2015. október 4.     | 2016. május 8.    | CBS         |

### Első évad (2009-2010)
| # | Cím                             | Rendező              | Író                                               | Premier              | Nézettség |
| --- | ------------------------------- | -------------------- | ------------------------------------------------- | -------------------- | --------- |
| 1. | Pilot (Pilot)                   | Charles McDougall    | Robert King & Michelle King                       | 2009. szeptember 22. | 13,71     |
| Alicia férje korrupciós botrányát követően visszatér dolgozni. Alica cége egy nőt képvisel, akit exférje megölésével vádolnak. |                                 |                      |                                                   |                      |           |
| 2. | A meztelen igazság (Stripped)   | Charles McDougall    | Robert King & Michelle King                       | 2009. szeptember 29. | 13,69     |
| Alicia és Will egy sztriptíztáncost képviselnek. Egy gazdag családból származó férfit azzal vádolnak, hogy megerőszakolta a nőt egy legénybúcsún. Eközben Alicia és Peter azon vitatkoznak, hogy a gyerekek meglátogathatják-e apjukat a börtönben.                                                      |                                 |                      |                                                   |                      |           |
| 3. | Otthon (Home)                   | Scott Ellis          | Dee Johnson                                       | 2009. október 6.     | 13,69     |
| Alicia egy régi ismerősének a fiát védi, akit gyilkossággal vádolnak. Kénytelen visszatérni a környékre, ahol régebben, a botrány kitörése előtt éltek. |                                 |                      |                                                   |                      |           |
| 4. | Elintézve (Fixed)               | Daniel Minahan       | Todd Ellis Kessler                                | 2009. október 13.    | 12,98     |
| Alica egy csoportos kereset során bizonyítékot talál arra, hogy a gyógyszergyártó vállalat, akit perelnek lefizette az egyik esküdtet. Eközben Peter a fellebbezésére készül. Megkéri feleségét, hogy tanúskodjon a meghallgatáson.                                                                      |                                 |                      |                                                   |                      |           |
| 5. | Összeütközés (Crash)            | Gloria Muzio         | Ted Humphrey                                      | 2009. október 20.    | 13,26     |
| Alicia és Will egy végzetes vonatbaleset után három özvegyet képvisel. A vasúttársaság az ő férjeiket okolja a baleset bekövetkeztéért. Eközben Alica összetűzésbe kerül anyósával, aki az engedélye nélkül vitte el a gyerekeket meglátogatni apjukat a börtönbe annak születésnapján.                  |                                 |                      |                                                   |                      |           |
| 6. | Hitvesi segítség (Conjugal)     | Rod Holcomb          | Angela Amato Velez                                | 2009. november 3.    | 12,74     |
| Alica és Will egy fellebbezésen dolgoznak. Egy elítéltet képviselnek a halálsorról, akit egy rendőr megölésével vádolnak. A férfit Peter hivatala idején ítélték el. Alica házastársi látogatásra megy a börtönbe, annak reményében hogy esetleg megtud valamit férjétől az eredeti üggyel kapcsolatban. |                                 |                      |                                                   |                      |           |
| 7. | Tévhit (Unorthodox)             | John Polson          | Robert King & Michelle King                       | 2009. november 10.   | 13,35     |
| Az iroda az egyik partner lányát képviseli. Aliciát lenyűgözi a társügyvéd hozzáállása az esethez. |                                 |                      |                                                   |                      |           |
| 8. | Felkészületlenül (Unprepared)   | Jim McKay            | Corinne Brinkerhoff                               | 2009. november 17.   | 12,70     |
| Alicia miközben egy tudós védelmét készítí elő, leleplezi a valódi tettest, aki a laborban gyújtogatott. Megkezdődik Peter fellebbezési tárgyalása. |                                 |                      |                                                   |                      |           |
| 9. | Édeshármas (Threesome)          | James Whitmore, Jr.  | Ted Humphrey                                      | 2009. november 24.   | 12,53     |
| 10. | Szégyen (Lifeguard)             | Paris Barclay        | Tom Smuts                                         | 2009. december 15.   | 14,17     |
| 11. | Aljasság (Infamy)               | Nelson McCormick     | Todd Ellis Kessler                                | 2010. január 5.      | 13,98     |
| 12. | Fájdalomcsillapító (Painkiller) | Steve Shill          | Corinne Brinkerhoff                               | 2010. január 12.     | 13,87     |
| 13. | Rossz (Bad)                     | Alex Zakrzewski      | Ted Humphrey                                      | 2010. február 2.     | 12,72     |
| 14. | Helló! (Hi)                     | John Gallagher       | Robert King & Michelle King & Barry Schkolnick    | 2010. február 9.     | 14,75     |
| 15. | Bumm! (Bang)                    | Rod Holcomb          | Courtney Kemp Agboh                               | 2010. március 2.     | 13,29     |
| 16. | Szív (Fleas)                    | Rosemary Rodriguez   | Amanda Segel                                      | 2010. március 9.     | 13,91     |
| 17. | Bolhák (Heart)                  | Félix Alcalá         | Corinne Brinkerhoff                               | 2010. március 16.    | 13,41     |
| 18. | Felmentés (Doubt)               | Félix Alcalá         | Robert King & Michelle King & Barry Schkolnick    | 2010. április 6.     | 12,06     |
| 19. | Boom (Boom)                     | Lesli Linka Glatter  | Ted Humphrey                                      | 2010. április 27.    | 12,07     |
| 20. | Becsapás (Mock)                 | Rod Holcomb          | Todd Ellis Kessler                                | 2010. május 4.       | 12,88     |
| 21. | Unplugged (Unplugged)           | Christopher Misiano  | Karen Hall                                        | 2010. május 11.      | 12,85     |
| 22. | Hübrisztofilia (Hybristophilia) | Frederick E. O. Toye | Frank Pierson                                     | 2010. május 18.      | 12,17     |
| 23. | Indulás (Running)               | James Whitmore, Jr.  | Robert King & Michelle King & Corinne Brinkerhoff | 2010. május 25.      | 10,58     |

### Második évad (2010-2011)
| Sor. | Év. | Cím                                    | Rendező              | Író                                                                  | Premier              | Nézettség |
| ---- | --- | -------------------------------------- | -------------------- | -------------------------------------------------------------------- | -------------------- | --------- |
| 24.  | 1.  | Átvenni az irányítást (Taking Control) | Félix Alcalá         | Robert King & Michelle King                                          | 2010. szeptember 28. | 12,84     |
| 25.  | 2.  | Kettős kockázat (Double Jeopardy)      | Dean Parisot         | Ted Humphrey                                                         | 2010. október 5.     | 12,76     |
| 26.  | 3.  | Gyors áttörés (Breaking Fast)          | James Whitmore, Jr.  | Corinne Brinkerhoff                                                  | 2010. október 12.    | 11,82     |
| 27.  | 4.  | Nagytakarítás (Cleaning House)         | Rosemary Rodriguez   | Robert King & Michelle King                                          | 2010. október 19.    | 12,17     |
| 28.  | 5.  | VIP bánásmód (VIP Treatment)           | Michael Zinberg      | Robert King & Michelle King                                          | 2010. október 26.    | 12,59     |
| 29.  | 6.  | Méregtabletta (Poisoned Pill)          | Peter O'Fallon       | Keith Eisner                                                         | 2010. november 9.    | 12,33     |
| 30.  | 7.  | Rosszlányok (Bad Girls)                | Jim McKay            | Courtney Kemp Agboh                                                  | 2010. november 16.   | 11,74     |
| 31.  | 8.  | A felvétel (On Tap)                    | Roxann Dawson        | Leonard Dick                                                         | 2010. november 23.   | 10,03     |
| 32.  | 9.  | 9 óra (Nine Hours)                     | Julie Hébert         | Meredith Averill                                                     | 2010. december 14.   | 11,84     |
| 33.  | 10. | Szakítás (Breaking Up)                 | Félix Alcalá         | Tévéjáték: Robert King & Michelle King Történet: Courtney Kemp Agboh | 2011. január 11.     | 12,29     |
| 34.  | 11. | Két tárgyalás (Two Courts)             | Tom DiCillo          | Ted Humphrey                                                         | 2011. január 18.     | 11,43     |
| 35.  | 12. | Uborkaszezon (Silly Season)            | Rosemary Rodriguez   | Corinne Brinkerhoff                                                  | 2011. február 1.     | 12,14     |
| 36.  | 13. | Jó üzlet (Real Deal)                   | Michael Zinberg      | Tévéjáték: Robert King & Michelle King Történet: Keith Eisner        | 2011. február 8.     | 11,86     |
| 37.  | 14. | Tőkeerő (Net Worth)                    | Brooke Kennedy       | Tévéjáték: Robert King & Michelle King Történet: Meredith Averill    | 2011. február 15.    | 11,43     |
| 38.  | 15. | Ezüstgolyó (Silver Bullet)             | Jim McKay            | Tévéjáték: Robert King & Michelle King Történet: Steve Lichtman      | 2011. február 22.    | 11,86     |
| 39.  | 16. | Nagy tűzfal (Great Firewall)           | Nelson McCormick     | Tévéjáték: Robert King & Michelle King Történet: Leonard Dick        | 2011. március 1.     | 11,38     |
| 40.  | 17. | Sonkás szendvics (Ham Sandwich)        | Griffin Dunne        | Keith Eisner                                                         | 2011. március 22.    | 11,70     |
| 41.  | 18. | Gyilkos dal (Killer Song)              | James Whitmore, Jr.  | Karen Hall                                                           | 2011. március 29.    | 10,16     |
| 42.  | 19. | Igazságtalanság (Wrongful Termination) | Phil Abraham         | Ted Humphrey                                                         | 2011. április 5.     | 10,82     |
| 43.  | 20. | Külügyek (Foreign Affairs)             | Frederick E. O. Toye | Tévéjáték: Robert King & Michelle King Történet: Meredith Averill    | 2011. április 12.    | 11,05     |
| 44.  | 21. | Betegségben (In Sickness)              | Félix Alcalá         | Tévéjáték: Robert King & Michelle King Történet: Steve Lichtman      | 2011. május 3.       | 12,38     |
| 45.  | 22. | Felmentés (Getting Off)                | Roxann Dawson        | Leonard Dick                                                         | 2011. május 10.      | 11,73     |
| 46.  | 23. | Záróbeszédek (Closing Arguments)       | Robert King          | Tévéjáték: Robert King & Michelle King Történet: Corinne Brinkerhoff | 2011. május 17.      | 12,58     |

### Harmadik évad (2011-2012)
| Sor. | Év. | Cím                                                 | Rendező              | Író                                                                          | Premier              | Nézettség |
| ---- | --- | --------------------------------------------------- | -------------------- | ---------------------------------------------------------------------------- | -------------------- | --------- |
| 47.  | 1.  | Egy új nap (A New Day)                              | Brooke Kennedy       | Tévéjáték: Robert King & Michelle King Történet: Meredith Averill            | 2011. szeptember 25. | 10,66     |
| 48.  | 2.  | Halálzóna (The Death Zone)                          | Jim McKay            | Tévéjáték: Robert King & Michelle King Történet: Leonard Dick                | 2011. október 2.     | 11,08     |
| 49.  | 3.  | Szobák (Get a Room)                                 | David Platt          | Tévéjáték: Robert King & Michelle King Történet: Julia Wolfe                 | 2011. október 9.     | 10,28     |
| 50.  | 4.  | Patkányetetés (Feeding the Rat)                     | Frederick E. O. Toye | Keith Eisner                                                                 | 2011. október 16.    | 10,33     |
| 51.  | 5.  | Márták és Caitlinek (Marthas and Caitlins)          | Félix Alcalá         | Ted Humphrey                                                                 | 2011. október 23.    | 9,77      |
| 52.  | 6.  | Államügyek (Affairs of State)                       | Dean Parisot         | Corinne Brinkerhoff                                                          | 2011. október 30.    | 10,60     |
| 53.  | 7.  | Végrehajtási utasítás 13224 (Executive Order 13224) | Brooke Kennedy       | Leonard Dick                                                                 | 2011. november 6.    | 9,07      |
| 54.  | 8.  | Tipp a halálsorról (Death Row Tip)                  | Joshua Marston       | Tévéjáték: Robert King & Michelle King Történet: Matthew Montoya             | 2011. november 13.   | 10,24     |
| 55.  | 9.  | Whiskey Tango Foxtrot (Whiskey Tango Foxtrot)       | Rosemary Rodriguez   | Robert King & Michelle King & Meredith Averill                               | 2011. november 20.   | 9,79      |
| 56.  | 10. | Szülőknek könnyebb (Parenting Made Easy)            | Rosemary Rodriguez   | Tévéjáték: Robert King & Michelle King Történet: Courtney Kemp Agboh         | 2011. december 4.    | 9,94      |
| 57.  | 11. | Mi csúszott félre? (What Went Wrong)                | James Whitmore, Jr.  | Tévéjáték: Robert King & Michelle King Történet: Keith Eisner                | 2011. december 11.   | 11,56     |
| 58.  | 12. | Elhidegülés (Alienation of Affection)               | Michael Zinberg      | Corinne Brinkerhoff                                                          | 2012. január 8.      | 11,65     |
| 59.  | 13. | Digitális pénz fajankóknak (Bitcoin for Dummies)    | Frederick E. O. Toye | Tévéjáték: Robert King & Michelle King Történet: Courtney Kemp Agboh         | 2012. január 15.     | 9,45      |
| 60.  | 14. | Újabb sonkás szendvics (Another Ham Sandwich)       | Frederick E. O. Toye | Leonard Dick                                                                 | 2012. január 29.     | 11,08     |
| 61.  | 15. | Élőben Damaszkuszból (Live from Damascus)           | Brooke Kennedy       | Tévéjáték: Robert King & Michelle King & Leonard Dick Történet: Ted Humphrey | 2012. február 19.    | 9,73      |
| 62.  | 16. | A zuhanás után (After the Fall)                     | James Whitmore, Jr.  | Meredith Averill                                                             | 2012. március 4.     | 9,83      |
| 63.  | 17. | Távol az otthontól (Long Way Home)                  | Nelson McCormick     | Keith Eisner                                                                 | 2012. március 11.    | 9,88      |
| 64.  | 18. | Lekerülnek a kesztyűk (Gloves Come Off)             | Michael Zinberg      | Tévéjáték: Leonard Dick Történet: Matthew Montoya                            | 2012. március 18.    | 9,58      |
| 65.  | 19. | A kék szalag esküdtszék (Blue Ribbon Panel)         | Rosemary Rodriguez   | Tévéjáték: Robert King & Michelle King Történet: Courtney Kemp Agboh         | 2012. március 25.    | 9,77      |
| 66.  | 20. | Mesebeszéd (Pants on Fire)                          | Roxann Dawson        | Ted Humphrey                                                                 | 2012. április 15.    | 10,16     |
| 67.  | 21. | Büntetőpad (The Penalty Box)                        | Michael Zinberg      | Tévéjáték: Robert King & Michelle King & Ted Humphrey Történet: Julia Wolfe  | 2012. április 22.    | 10,42     |
| 68.  | 22. | Az álomcsapat (The Dream Team)                      | Robert King          | Corinne Brinkerhoff & Meredith Averill                                       | 2012. április 29.    | 9,79      |

### Negyedik évad (2012-2013)
| Sor. | Év. | Cím                                                          | Rendező              | Író                                                              | Premier              | Nézettség |
| ---- | --- | ------------------------------------------------------------ | -------------------- | ---------------------------------------------------------------- | -------------------- | --------- |
| 69.  | 1.  | Megküzdöttem a törvénnyel (I Fought the Law)                 | Michael Zinberg      | Robert King & Michelle King                                      | 2012. szeptember 30. | 9,93      |
| 70.  | 2.  | És győzött a törvény (And the Law Won)                       | Rosemary Rodriguez   | Ted Humphrey                                                     | 2012. október 7.     | 8,95      |
| 71.  | 3.  | Két lány, egy kód (Two Girls, One Code)                      | Brooke Kennedy       | Robert King & Michelle King                                      | 2012. október 14.    | 9,12      |
| 72.  | 4.  | Ne bosszants, haver! (Don't Haze Me, Bro)                    | Michael Zinberg      | Keith Eisner                                                     | 2012. október 21.    | 10,02     |
| 73.  | 5.  | A kopogásra várva (Waiting for the Knock)                    | Frederick E. O. Toye | Leonard Dick                                                     | 2012. október 28.    | 9,51      |
| 74.  | 6.  | A háború művészete (The Art of War)                          | Josh Charles         | Robert King & Michelle King & Ted Humphrey                       | 2012. november 4.    | 9,93      |
| 75.  | 7.  | Egy vicc anatómiája (Anatomy of a Joke)                      | James Whitmore, Jr.  | Craig Turk & Robert King & Michelle King                         | 2012. november 11.   | 9,02      |
| 76.  | 8.  | Itt jön a bíró (Here Comes the Judge)                        | Rosemary Rodriguez   | Meredith Averill                                                 | 2012. november 18.   | 9,94      |
| 77.  | 9.  | A házasság védelmében (A Defense of Marriage)                | Brooke Kennedy       | Tévéjáték: Robert King & Michelle King Történet: Matthew Montoya | 2012. november 25.   | 9,45      |
| 78.  | 10. | Megbízottak csatája (Battle of the Proxies)                  | Griffin Dunne        | Ted Humphrey                                                     | 2012. december 2.    | 9,70      |
| 79.  | 11. | Sub-subidú (Boom De Yah Da)                                  | Félix Alcalá         | Nichelle Tramble Spellman                                        | 2013. január 6.      | 9,96      |
| 80.  | 12. | Je ne sais... mi van? (Je Ne Sais What?)                     | Matt Shakman         | Jacqueline Hoyt                                                  | 2013. január 13.     | 10,04     |
| 81.  | 13. | A hét napos szabály (The Seven Day Rule)                     | Michael Zinberg      | Keith Eisner                                                     | 2013. január 27.     | 9,35      |
| 82.  | 14. | Piros csapat, kék csapat (Red Team, Blue Team)               | Jim McKay            | Robert King & Michelle King                                      | 2013. február 17.    | 8,35      |
| 83.  | 15. | Vadászat Eli Goldra (Going for the Gold)                     | Rosemary Rodriguez   | Leonard Dick                                                     | 2013. március 3.     | 8,99      |
| 84.  | 16. | Verseny az ördöggel (Runnin' with the Devil)                 | Christopher Misiano  | Meredith Averill                                                 | 2013. március 10.    | 9,21      |
| 85.  | 17. | Meghívás halottszemlére (Invitation to an Inquest)           | Kevin Hooks          | Tévéjáték: Julia Wolfe & Matthew Montoya Történet: Julia Wolfe   | 2013. március 17.    | 9,08      |
| 86.  | 18. | Egy ügyfél halála (Death of a Client)                        | Robert King          | Robert King & Michelle King                                      | 2013. március 24.    | 9,59      |
| 87.  | 19. | Az igazságszolgáltatás malmai (The Wheels of Justice)        | Frederick E. O. Toye | Jacqueline Hoyt                                                  | 2013. március 31.    | 8,59      |
| 88.  | 20. | Erőszak: modern megvilágításban (Rape: A Modern Perspective) | Brooke Kennedy       | J. C. Nolan                                                      | 2013. április 14.    | 10,14     |
| 89.  | 21. | Még tökéletesebb egység (A More Perfect Union)               | Michael Zinberg      | Craig Turk                                                       | 2013. április 21.    | 9,02      |
| 90.  | 22. | Mi van a dobozban? (What's in the Box?)                      | Robert King          | Robert King & Michelle King                                      | 2013. április 28.    | 9,13      |

### Ötödik évad (2013-2014)
| Sor. | Év. | Cím                                                   | Rendező              | Író                                   | Premier              | Nézettség |
| ---- | --- | ----------------------------------------------------- | -------------------- | ------------------------------------- | -------------------- | --------- |
| 91.  | 1.  | Minden véget ér (Everything is Ending)                | Robert King          | Robert King & Michelle King           | 2013. szeptember 29. | 9,15      |
| 92.  | 2.  | Törölve (A bit bödön) (The Bit Bucket)                | Michael Zinberg      | Ted Humphrey & Robert King            | 2013. október 6.     | 9,23      |
| 93.  | 3.  | A becses árucikk (A Precious Commodity)               | Brooke Kennedy       | Keith Eisner                          | 2013. október 13.    | 8,46      |
| 94.  | 4.  | A buborékon kívül (Outside the Bubble)                | Félix Alcalá         | Robert King & Michelle King           | 2013. október 20.    | 8,99      |
| 95.  | 5.  | Kitör a vihar (Lebukás) (Hitting the Fan)             | James Whitmore       | Robert King & Michelle King           | 2013. október 27.    | 9,35      |
| 96.  | 6.  | Másnap (The Next Day)                                 | Michael Zinberg      | Leonard Dick                          | 2013. november 3.    | 10,22     |
| 97.  | 7.  | A következő hét (The Next Week)                       | Frederick E. O. Toye | Craig Turk                            | 2013. november 10.   | 10,26     |
| 98.  | 8.  | A következő hónap (The Next Month)                    | Josh Charles         | Ted Humphrey                          | 2013. november 17.   | 9,72      |
| 99.  | 9.  | Üsd a vakondot! (Whack-a-Mole)                        | Kevin Hooks          | Nichelle Tramble Spellman             | 2013. november 24.   | 9,70      |
| 100. | 10. | A döntési fa (The Decision Tree)                      | Rosemary Rodriguez   | Robert King & Michelle King           | 2013. december 1.    | 10,42     |
| 101. | 11. | Góliát és Dávid (Goliath and David)                   | Brooke Kennedy       | Luke Schelhaas                        | 2014. január 5.      | 9,24      |
| 102. | 12. | Mi, az esküdtek (We, the Juries)                      | Paris Barclay        | Keith Eisner                          | 2014. január 12.     | 9,85      |
| 103. | 13. | Párhuzamos szerkezet (Parallel Construction, Bitches) | Matt Shakman         | Erica Shelton Kodish                  | 2014. március 9.     | 8,94      |
| 104. | 14. | Pár szó (A Few Words)                                 | Rosemary Rodriguez   | Leonard Dick                          | 2014. március 16.    | 8,43      |
| 105. | 15. | Drámai, bíró úr (Dramatics, Your Honor)               | Brooke Kennedy       | Robert King & Michelle King           | 2014. március 23.    | 9,12      |
| 106. | 16. | Az utolsó hívás (The Last Call)                       | Brooke Kennedy       | Robert King & Michelle King           | 2014. március 30.    | 10,96     |
| 107. | 17. | Anyagias világ (A Material World)                     | Griffin Dunne        | Craig Turk                            | 2014. április 13.    | 9,83      |
| 108. | 18. | Mindennek vége (All Tapped Out)                       | Félix Alcalá         | Julia Wolfe & Matthew Montoya         | 2014. április 20.    | 9,15      |
| 109. | 19. | A csomó megerősítése (Tying the Knot)                 | Josh Charles         | Nichelle Tramble Spellman             | 2014. április 27.    | 9,33      |
| 110. | 20. | Az internet mélyén (A mély net) (The Deep Web)        | Brooke Kennedy       | Luke Schelhaas & Erica Shelton Kodish | 2014. május 4.       | 8,98      |
| 111. | 21. | Egy százalék (The One Percent)                        | Rosemary Rodriguez   | Ted Humphrey                          | 2014. május 11.      | 9,73      |
| 112. | 22. | Különös év (A Weird Year)                             | Robert King          | Robert King & Michelle King           | 2014. május 18.      | 9,14      |

### Hatodik évad (2014-2015)
| Sor. | Év. | Cím                                                         | Rendező              | Író                         | Premier              | Nézettség |
| ---- | --- | ----------------------------------------------------------- | -------------------- | --------------------------- | -------------------- | --------- |
| 113. | 1.  | A vonal (The Line)                                          | Robert King          | Robert King & Michelle King | 2014. szeptember 21. | 11,06     |
| 114. | 2.  | Bizalmi kérdések (Trust Issues)                             | Jim McKay            | Ted Humphrey                | 2014. szeptember 28. | 11,09     |
| 115. | 3.  | Édes Istenem! (Dear God)                                    | Brooke Kennedy       | Luke Schelhaas              | 2014. október 5.     | 10,83     |
| 116. | 4.  | Nézzük át a szennyest! (A szennyes kutatás) (Oppo Research) | Matt Shakman         | Robert King & Michelle King | 2014. október 12.    | 10,39     |
| 117. | 5.  | Fényes tárgyak (Shiny Objects)                              | Frederick E. O. Toye | Keith Eisner                | 2014. október 19.    | 10,88     |
| 118. | 6.  | Old Spice (Old Spice)                                       | James Whitmore, Jr.  | Leonard Dick                | 2014. október 26.    | 10,21     |
| 119. | 7.  | Nyilatkozati szabályok (Message Discipline)                 | Matt Shakman         | Craig Turk                  | 2014. november 2.    | 10,45     |
| 120. | 8.  | Veszélyes terep (Red Zone)                                  | Félix Alcalá         | Nichelle Tramble Spellman   | 2014. november 9.    | 10,72     |
| 121. | 9.  | Megragadó téma (Sticky Content)                             | Michael Zinberg      | Robert King & Michelle King | 2014. november 16.   | 10,55     |
| 122. | 10. | A tárgyalás (The Trial)                                     | Frederick E. O. Toye | Robert King & Michelle King | 2014. november 23.   | 10,26     |
| 123. | 11. | Az utolsó szalmaszál (Hail Mary)                            | Rosemary Rodriguez   | Erica Shelton Kodish        | 2015. január 4.      | 10,36     |
| 124. | 12. | A vita (The Debate)                                         | Brooke Kennedy       | Robert King & Michelle King | 2015. január 11.     | 9,58      |
| 125. | 13. | Piszkos pénz (Dark Money)                                   | Jim McKay            | Keith Eisner                | 2015. március 1.     | 9,09      |
| 126. | 14. | A lélek szeme (Mind's Eye)                                  | Robert King          | Robert King & Michelle King | 2015. március 8.     | 9,09      |
| 127. | 15. | Nyílt forrás (Open Source)                                  | Rosemary Rodriguez   | Craig Turk                  | 2015. március 15.    | 8,85      |
| 128. | 16. | Vörös hús (Red Meat)                                        | Michael Zinberg      | Nichelle Tramble Spellman   | 2015. március 22.    | 8,43      |
| 129. | 17. | Rejtett címzettek (Undisclosed Recipients)                  | James Whitmore, Jr.  | Leonard Dick                | 2015. március 29.    | 8,88      |
| 130. | 18. | Lejárató összeállítás (Loser Edit)                          | Brooke Kennedy       | Luke Schelhaas              | 2015. április 5.     | 7,83      |
| 131. | 19. | Csúnya győzelem (Winning Ugly)                              | Rosemary Rodriguez   | Erica Shelton Kodish        | 2015. április 12.    | 8,75      |
| 132. | 20. | Lebontás (The Deconstruction)                               | Ted Humphrey         | Ted Humphrey                | 2015. április 26.    | 8,74      |
| 133. | 21. | Ne vallj kudarcot! (Don't Fail)                             | Nelson McCormick     | Robert King & Michelle King | 2015. május 3.       | 8,35      |
| 134. | 22. | Társat keres? (Wanna Partner?)                              | Robert King          | Robert King & Michelle King | 2015. május 10.      | 9,35      |

### Hetedik évad (2015-2016)
| Sor. | Év. | Cím                               | Rendező              | Író                           | Premier            | Nézettség |
| ---- | --- | --------------------------------- | -------------------- | ----------------------------- | ------------------ | --------- |
| 135. | 1.  | Óvadék (Bond)                     | Brooke Kennedy       | Robert King & Michelle King   | 2015. október 4.   | 9,25      |
| 136. | 2.  | Ártatlanok (Innocents)            | Jim McKay            | Craig Turk                    | 2015. október 11.  | 8,82      |
| 137. | 3.  | Megfőzve (Cooked)                 | Michael Zinberg      | Luke Schelhaas                | 2015. október 18.  | 8,09      |
| 138. | 4.  | Kiróva (Taxed)                    | Jim McKay            | Leonard Dick                  | 2015. október 25.  | 8,82      |
| 139. | 5.  | Törlesztés (Payback)              | Craig Zisk           | Stephanie Sengupta            | 2015. november 1.  | 7,55      |
| 140. | 6.  | Hazugságok (Lies)                 | James Whitmore, Jr.  | Erica Shelton Kodish          | 2015. november 8.  | 8,27      |
| 141. | 7.  | Meghajtva (Driven)                | David Dworetzky      | Tyler Bensinger               | 2015. november 15. | 8,52      |
| 142. | 8.  | Korlátozás (Restraint)            | Matt Shakman         | Adam R. Perlman               | 2015. november 22. | 7,81      |
| 143. | 9.  | Feltárás (Discovery)              | Rosemary Rodriguez   | Joey Scavuzzo & Aaron Slavick | 2015. november 29. | 7,94      |
| 144. | 10. | Elrablás, szedálás, erőszak (KSR) | Jim McKay            | Craig Turk                    | 2015. december 13. | 8,49      |
| 145. | 11. | Iowa (Iowa)                       | Matt Shakman         | Erica Shelton Kodish          | 2016. január 10.   | 7,65      |
| 146. | 12. | Zeneszámok (Tracks)               | Félix Alcalá         | Stephanie Sengupta            | 2016. január 17.   | 8,96      |
| 147. | 13. | Megítélve (Judged)                | Rosemary Rodriguez   | Tyler Bensinger               | 2016. január 31.   | 8,03      |
| 148. | 14. | Hétfő (Monday)                    | Nelson McCormick     | Leonard Dick                  | 2016. február 14.  | 7,96      |
| 149. | 15. | Célpontok (Targets)               | David Dworetzky      | Luke Schelhaas                | 2016. február 21.  | 7,91      |
| 150. | 16. | Hearing                           | Félix Alcalá         | Adam R. Perlman               | 2016. március 6.   | 7,27      |
| 151. | 17. | Shoot                             | Frederick E. O. Toye | Stephanie Sengupta            | 2016. március 20.  | 8,08      |
| 152. | 18. | Unmanned                          | James Whitmore, Jr.  | Tyler Bensinger               | 2016. március 27.  | 7,51      |
| 153. | 19. | Leszállás (Landing)               | Phil Alden Robinson  | Luke Schelhaas                | 2016. április 17.  | 8,55      |
| 154. | 20. | Buli (Party)                      | Rosemary Rodriguez   | Leonard Dick                  | 2016. április 24.  | 8,49      |
| 155. | 21. | Ítélet (Verdict)                  | Michael Zinberg      | Craig Turk                    | 2016. május 1.     | 9,19      |
| 156. | 22. | Vége (End)                        | Robert King          | Robert King & Michelle King   | 2016. május 8.     | 10,62     |

## Fordítás
- Ez a szócikk részben vagy egészben  a   List of The Good Wife episodes című angol Wikipédia-szócikk ezen változatának fordításán alapul.  Az eredeti cikk szerkesztőit annak laptörténete sorolja fel. Ez a jelzés csupán a megfogalmazás eredetét és a szerzői jogokat jelzi, nem szolgál a cikkben szereplő információk forrásmegjelöléseként.